# 道の駅なんぶ
道の駅なんぶ（みちのえき なんぶ）は、山梨県南巨摩郡南部町にある国道52号の道の駅。

## 概要

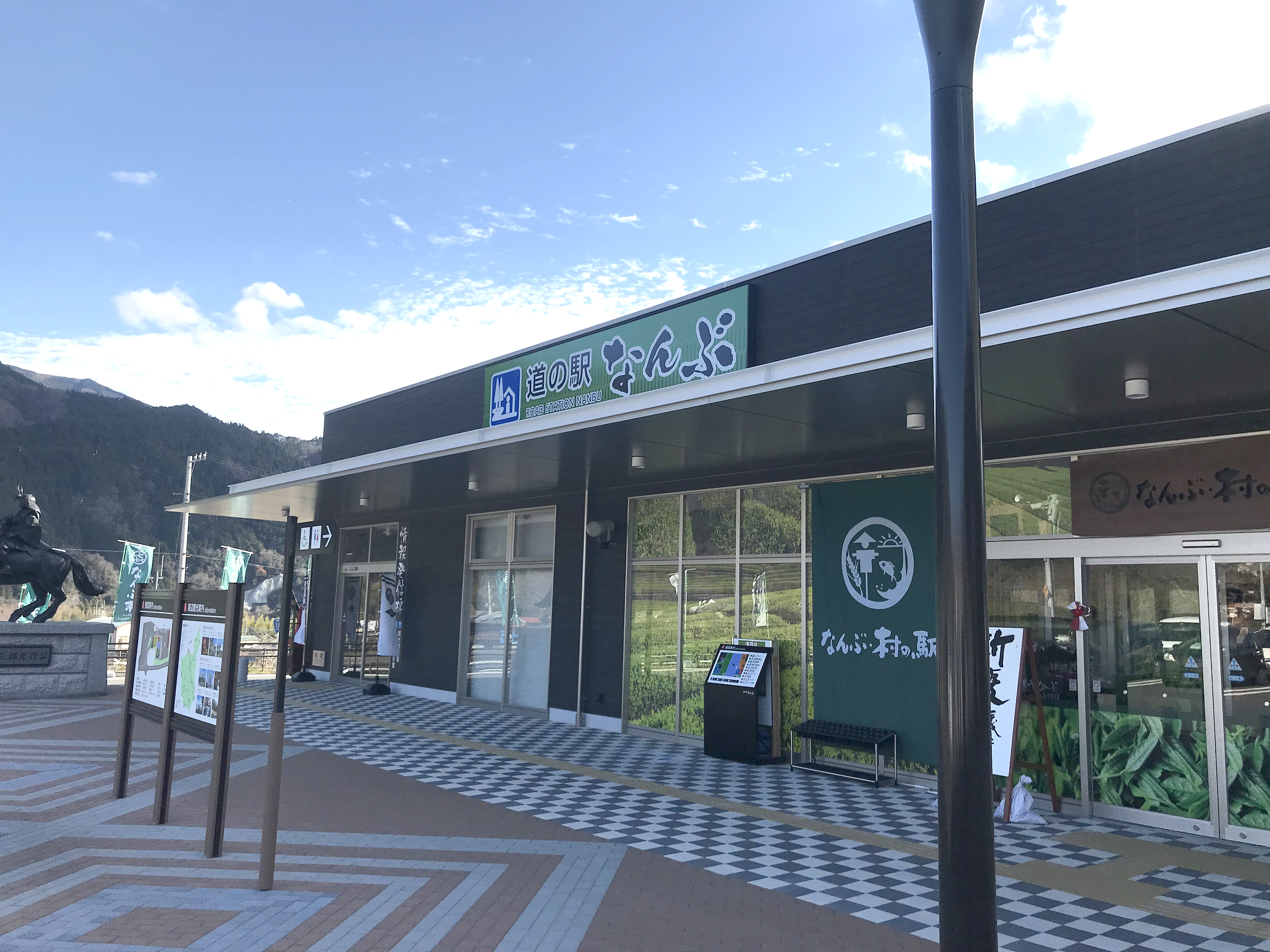
道の駅なんぶ（北側より撮影）

山梨県内21番目、国道52号線沿いとしては4番目、南部町内ではとみざわに次ぐ2番目の道の駅となる。2017年11月17日に認定を受け、2018年4月27日に竣工し、2018年7月21日に開駅した。
国道52号南部バイパスと中部横断自動車道南部インターチェンジに隣接しており、一般道の道の駅だけでなく自動車道の当該区間は新直轄方式であることからパーキングエリアの代替施設としても機能する。また、災害時は避難所としても利用される。 
指定管理者として静岡県熱海市に本社を置く株式会社TTCが運営し、「食のテーマパーク」として南部町特産の南部茶や焼津漁港から水揚げされたマグロを中心とした食事を提供しているほか、南部茶や南部町で採れた野菜、周辺市町村の特産品を販売している。

## 施設

### 建屋エリア
午前9時から午後5時まで（レストランは午後4時まで）営業・利用可能（時期により営業時間の変動あり）。年中無休。
- 特産物販売所「なんぶ・村の駅」
- レストラン「南部よろこび茶食堂」
- 南部氏展示室
- 観光情報室
- 情報発信コーナー
- 道の駅SPOT
- キッズルーム
- 多目的室

### 屋外エリア
24時間利用可能。
- 情報発信拠点（屋外型モニター）
- 南部三郎光行公像
- ドッグランエリア
- 芝生公園
- 多目的広場

### その他
- 駐車場　108台（うち24時間対応40台）
- トイレ　45器（うち24時間対応24器）
- 防災棟[注釈 2][9]）

## ギャラリー

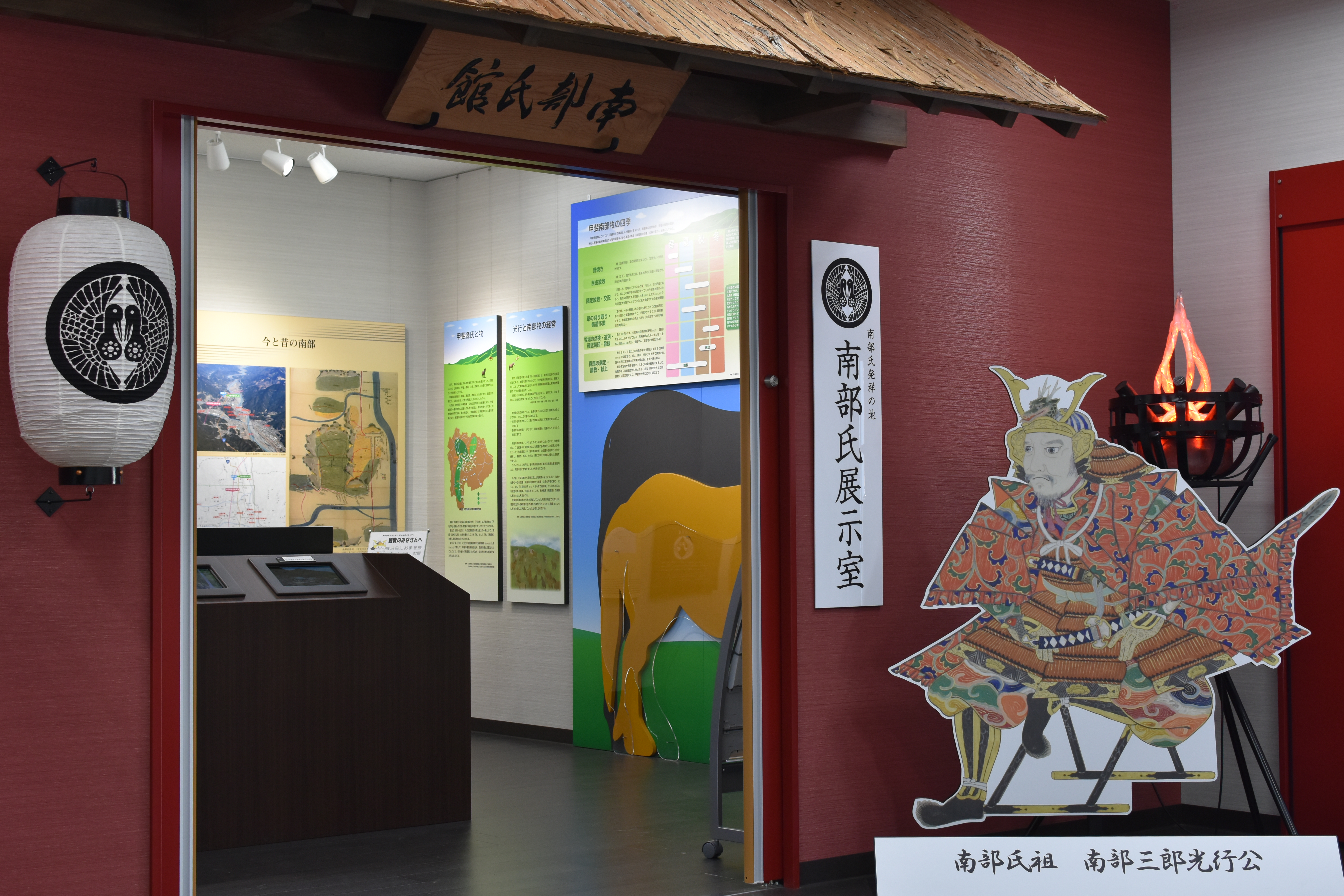
南部氏展示室
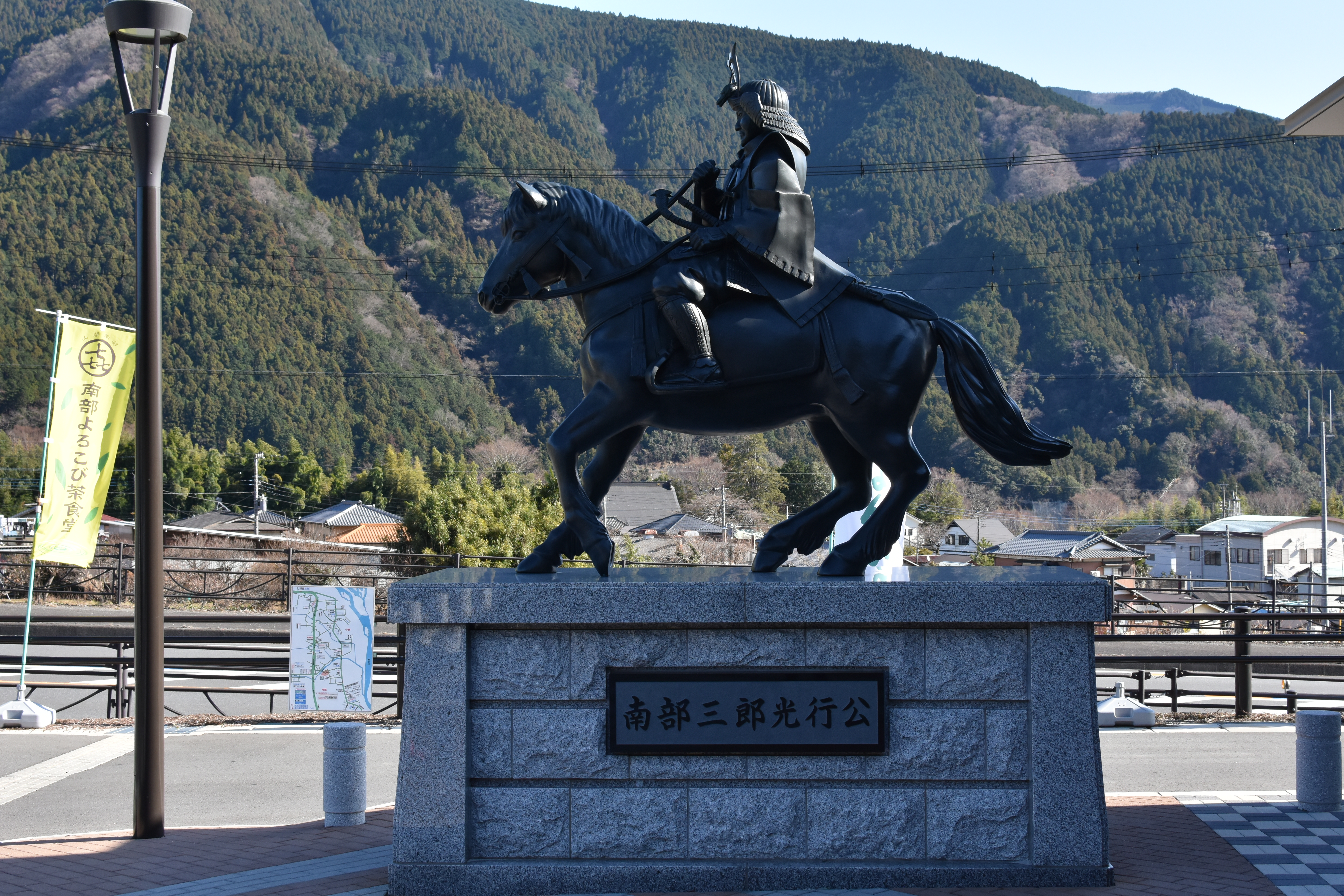
南部三郎光行公像

## 交通アクセス
公式情報を優先とする。

### 自動車
- 中部横断自動車道南部インターチェンジに隣接。
中部横断自動車道 南部ICから道の駅を利用する際に、直接アクセスできる連絡路が設置されている[10]。
- 新東名高速道路新清水インターチェンジより国道52号で約30分。
- 新宿駅（東京都新宿区）より約2時間30分。

### 電車
- 内船駅より車7分。
南部町営バス南部循環線（船山廻り・塩沢廻り各5本）にて中野バス停下車、徒歩5分。日祝日と年末年始は運休。
- 甲府駅（甲府市）より車75分。
- 新富士駅（静岡県富士市）より車50分。

## 周辺
道の駅のすぐ下（南部バイパスとの交差点）にローソン南部インター店（24時間営業）がある。
- アリメント工業本社（車で3分ほど）
- 船山温泉（車で5分ほど）
- 南部アルカディア温泉（内船駅近く、車で7分ほど）

道の駅なんぶのある中野地区は南部町の北端にあり、相又峠を越えて身延町方面へ行くことができる。身延山久遠寺は国道52号を車で北上し10分ほどの場所にある。